# Aartsbisdom Berlijn
Het aartsbisdom Berlijn (Duits: Erzbistum Berlin; Latijn: Archidioecesis Berolinensis) omvat Berlijn en delen van de deelstaat Brandenburg alsmede het Voor-Pommerse deel van Mecklenburg-Voor-Pommeren in Duitsland.

## Geschiedenis
Omdat de protestantse koningen van Pruisen geen bisschop in hun hoofdstad duldden, behoorde het gebied aanvankelijk tot het aartsbisdom Breslau. Pas bij het ontstaan van de Weimarrepubliek kon het bisdom tot stand komen. Het bisdom Berlijn werd op 13 augustus 1930 samengesteld uit de gebieden van de historische bisdommen Havelberg, Brandenburg, Kammin en Lebus. De eerste bisschop werd Christian Schreiber, voorheen bisschop van Meißen. Het bisdom werd ten tijde van de Duitse deling niet gesplitst. Op 27 juni 1972 paste paus Paulus VI via de apostolische constitutie Episcoporum Poloniae coetus de grenzen van het bisdom aan aan de naoorlogse situatie. Het deel van het bisdom ten oosten van de Oder-Neissegrens werd afgesplitst en het bisdom Berlijn was geen onderdeel meer van het Aartsbisdom Breslau.
Het bisdom Berlijn werd op 27 juni 1994 tot aartsbisdom verheven met als suffragaanbisdommen Dresden-Meißen en Görlitz. De hoofdkerk van het aartsbisdom is de Sint-Hedwigskathedraal.

## Ordinarii

### Bisschop
- 13-08-1930 - 01-09-1933: Christian Schreiber
- 21-12-1933 - 01-03-1935: Nicolaus Bares
- 05-07-1935 - 21-12-1950: Konrad von Preysing
- 04-06-1951 - 21-08-1956: Wilhelm Weskamm
- 15-01-1957 - 03-07-1961: Julius Döpfner
- 16-08-1961 - 13-12-1979: Alfred Bengsch
- 22-04-1980 - 20-12-1988: Joachim Meisner
- 28-05-1989 - 27-06-1994: Georg Maximilian Sterzinsky

### Aartsbisschop
- 28-05-1989 - 24-02-2011: Georg Maximilian Sterzinsky
- 02-07-2011 - 11-07-2014: Rainer Maria Woelki
- 08-06-2015 - heden: Heiner Koch